# Fethiye
Fethiye là một huyện thuộc tỉnh Muğla, Thổ Nhĩ Kỳ. Huyện có diện tích 2955 km² và dân số thời điểm năm 2007 là 173426 người, mật độ 59 người/km².

## Khí hậu
| Dữ liệu khí hậu của Fethiye                      | Dữ liệu khí hậu của Fethiye | Dữ liệu khí hậu của Fethiye | Dữ liệu khí hậu của Fethiye | Dữ liệu khí hậu của Fethiye | Dữ liệu khí hậu của Fethiye | Dữ liệu khí hậu của Fethiye | Dữ liệu khí hậu của Fethiye | Dữ liệu khí hậu của Fethiye | Dữ liệu khí hậu của Fethiye | Dữ liệu khí hậu của Fethiye | Dữ liệu khí hậu của Fethiye | Dữ liệu khí hậu của Fethiye | Dữ liệu khí hậu của Fethiye |
| Tháng                                            | 1                           | 2                           | 3                           | 4                           | 5                           | 6                           | 7                           | 8                           | 9                           | 10                          | 11                          | 12                          | Năm                         |
| ------------------------------------------------ | --------------------------- | --------------------------- | --------------------------- | --------------------------- | --------------------------- | --------------------------- | --------------------------- | --------------------------- | --------------------------- | --------------------------- | --------------------------- | --------------------------- | --------------------------- |
| Trung bình ngày tối đa °C (°F)                   | 16.0 (60.8)                 | 16.3 (61.3)                 | 18.9 (66.0)                 | 22.0 (71.6)                 | 26.4 (79.5)                 | 31.4 (88.5)                 | 34.3 (93.7)                 | 34.4 (93.9)                 | 31.3 (88.3)                 | 26.5 (79.7)                 | 21.1 (70.0)                 | 17.2 (63.0)                 | 24.7 (76.4)                 |
| Tối thiểu trung bình ngày °C (°F)                | 5.3 (41.5)                  | 5.7 (42.3)                  | 7.2 (45.0)                  | 10.1 (50.2)                 | 13.8 (56.8)                 | 17.6 (63.7)                 | 20.3 (68.5)                 | 20.2 (68.4)                 | 16.9 (62.4)                 | 13.1 (55.6)                 | 9.1 (48.4)                  | 6.6 (43.9)                  | 12.2 (53.9)                 |
| Lượng Giáng thủy trung bình mm (inches)          | 159.8 (6.29)                | 128.4 (5.06)                | 80.1 (3.15)                 | 49.0 (1.93)                 | 25.8 (1.02)                 | 4.8 (0.19)                  | 3.1 (0.12)                  | 2.6 (0.10)                  | 17.6 (0.69)                 | 66.7 (2.63)                 | 123.3 (4.85)                | 174.1 (6.85)                | 835.3 (32.88)               |
| Số ngày mưa trung bình                           | 12.1                        | 11.3                        | 9.0                         | 8.0                         | 4.4                         | 2.2                         | 1.4                         | 1.6                         | 2.5                         | 5.7                         | 8.3                         | 12.1                        | 78.6                        |
| Số giờ nắng trung bình tháng                     | 145.7                       | 156.8                       | 213.9                       | 237.0                       | 300.7                       | 342.0                       | 359.6                       | 344.1                       | 294.0                       | 244.9                       | 165.0                       | 127.1                       | 2.930,8                     |
| Nguồn: Devlet Meteoroloji İşleri Genel Müdürlüğü |                             |                             |                             |                             |                             |                             |                             |                             |                             |                             |                             |                             |                             |